# تانيا حبجوقة
تانيا حبجوقة (من مواليد 1975) هي مصورة أردنية أمريكية، تقيم في القدس الشرقية. توثّق أعمالها الحياة اليومية في منطقة الشرق الأوسط.

## النشأة والتعليم
ولدت تانيا حبجوقة في عمان، الأردن عام 1975.    والدتها أمريكية، ووالدها أردني شركسي.  عندما كانت في الرابعة من عمرها، انفصل والداها، فرافقت وشقيقها والدتها للعيش في فورت وورث، تكساس، حيث نشأت. 
درست تانيا حبجوقة الصحافة ثم الأنثروبولوجيا في جامعة شمال تكساس.  في وقت مبكر من حياتها المهنية، بينما كانت لا تزال طالبة، عملت على تصوير حياة المهاجرين في تكساس.  حصلت لاحقًا على درجة الماجستير في الإعلام العالمي وسياسة الشرق الأوسط من كلية الدراسات الشرقية والإفريقية بجامعة لندن.

## الحياة المهنية
عام 2002، عادت حبجوقة إلى الشرق الأوسط.  وهي تعيش الآن في القدس الشرقية مع زوجها، وهو محام فلسطيني يحمل الجنسية إسرائيل وولديها.   
من خلال التصوير الفوتوغرافي، تعمل حبجوقة على توثيق الصراعات اليومية لأولئك الذين يعيشون تحت القمع في جميع أنحاء الشرق الأوسط.  
تانيا عضو مؤسس في مجموعة التصوير الفوتوغرافي النسائية "راوية" وانضمت إلى وكالة التصوير الفوتوغرافي غير الربحية "نور".   نُشرت صورها الصحفية في منافذ إعلامية مثل صحيفة واشنطن بوست والإذاعة الوطنية العامة NPR.  كما تُدرّس التصوير الفوتوغرافي في جامعة القدس - كلية بارد في القدس الشرقية. 
عام 2009، حصلت حبجوقة على التقدير بفضل سلسلتها "نساء غزة".  عام 2015، نشرت كتاب التصوير الفوتوغرافيOccupied Pleasures، استنادًا إلى مشروعها الحائز على جائزة مؤسسة الصحافة العالمية للصور لعام 2014 والذي يحمل نفس الاسم.   اعتبرتمؤسسة سميثسونيان أحد أفضل كتب الصور لعام 2014.  
عام 2016، عُرضت أعمالها في معرض المتحف الوطني للنساء في الفنون، وكان شعاره "هي التي تحكي قصة: مصورات من إيران والعالم العربي".  عام 2024، عُرضت العديد من أعمالها في معرض معهد الشرق الأوسط، وكان شعاره "أعلى من القلوب".  تُعرض أعمالها في مجموعات متحف الفنون الجميلة في بوسطن، ومعهد العالم العربي، ومتحف كارنيغي للفنون، ومؤسسات أخرى.  